# Forsvarsforlig
Et forsvarsforlig er i Danmark en flerårig politisk aftale om mål og rammer det danske forsvar. Forligene har også - især tidligere - gået under betegnelsen forsvarsordninger. Forligene har til formål at skabe en så bred konsensus omkring forsvaret, at en mindre forskydning af mandaterne ved et mellemfaldende folketingsvalg ikke får forliget til at falde.
Forsvarsforligene indgås almindeligvis mellem Socialdemokratiet og de forsvarsvenlige traditionelle borgerlige partier Venstre og Det Konservative Folkeparti. Det traditionelt mere antimilitaristiske Radikale Venstre har været med i en del forsvarsforlig siden Trekant-regeringen i 1960. Også Socialistisk Folkeparti har deltaget op til og under partiets regeringsdeltagelse 2011-2014.
Forligene forhandles almindeligvis af forsvarsministeren og de deltagende partiers forsvarsordførere - kaldet følgegruppen eller populært forsvarsbrødrene. Opfølgning foregår ligeledes i denne kreds, hvilket gør, at Folketingets Forsvarsudvalg står svagere end andre af Folketingets udvalg.:102
Et forsvarsforlig har som politisk aftale ikke i sig selv lovkraft, men realiseres gennem forsvarslove, de årlige finanslove og gennem forsvarsministerens ledelse af forsvaret. Forligsteksten vil dog kunne tjene som fortolkningsbidrag ved implementeringen af forliget - på samme måde som de bemærkninger, som ledsager en lov ved fremsættelse.
Forligene holder sig generelt på overordnet niveau; det fastsættes, hvilke trusler skal prioriteres, der tages stilling til bemanding, ind- og udfasning af større våbensystemer og den overordnede økonomisk ramme. En undtagelse hertil er forsvarets garnisonering og de hertil knyttede arbejdspladser, hvor forligene kan være ganske detaljerede i forhold til hvilke lokaliteter skal bevares eller lukkes.
Større ændringer omkring forsvaret vil almindeligvis medføre nedsættelse af en forsvarskommission; dette kan ske som led i et forsvarsforlig og vil ofte have effekt i efterfølgende forlig.